# Raul Isac
Raul Isac (Melbourne, 2 de fevereiro de 1988) é um futebolista timorense. Atualmente, atua como zagueiro da Seleção Timorense de Futebol.